# Палац князя Лева І
Палац короля Лева І був закладений королем Русі Левом І у другій половині ХІІІ ст. у заснованому його батьком королем Данилом місті Львові, коли з'ясувались труднощі життя у Високому замку через сильні холодні вітри на вершині гори. 
Давні хроністи Львова, матеріали львівського монастиря домініканців подають дані про закладення королем Левом І палацу біля підніжжя Замкової гори, на вершині якої він заклав Високий замок. Поміж закладеним королем у долині річки Полтви Низьким замком та палацом виникла найдавніша вулиця міста — Вірменська. Палац короля, імовірно, виконував представницькі функції. Поряд із ним знаходились житлові приміщення, віддані королем у володіння своєї дружини Констанції Арпадівни. За ними знаходилась збудовані поряд каплиці Івана Хрестителя та Катерини, церква Петра і Павла, якою опікувались ченці василіани. За даними ордену домініканців при католичці Констанції мали б перебувати їхні ченці, яким для літургійних потреб було віддано каплиці. Після смерті короля Лева І центр держави перемістився на Волинь, що призвело до втрати значення і занепаду палацу, який, можливо, був переданий королем Русі Юрієм І в управління новоствореній Галицькій митрополії (1303). 
Після вигасання чоловічої лінії династії Романовичів Руське королівство перейшло під управління королів Польщі (1349), Угорщини (1370). Намісник угорського короля Людовика І князь Володислав Опольський передав колишній палац (покинуту резиденцію митрополитів) ченцям домініканцям (бл. 1376), котрі перебудували мури палацу на свій монастир з костелом Божого Тіла. 
Згідно з останньою гіпотезою віднайдені при реконструкції двору Львівського музею історії релігії віднайдені в монастирських стінах колони походять з палацу Лева І, як і частина підземелля, а княжа церква Петра і Павла була перебудована у пресвітерну частину готичного костелу Божого Тіла.